# Meet the Spartans
Meet the Spartans är en amerikansk film från 2008.

## Handling
Filmen parodierar många filmer, TV-serier, personer och företag. Huvudfilmen som parodieras är 300.
Dessa filmer parodieras:
- 300 - hela filmen
- Shrek den tredje - Shrek-bebisen i början.
- Casino Royale (2006) - Leonidas blir fångad och misstas som James Bond, och blir piskad.
- Happy Feet - En jättepingvin istället för den stora vargen.
- Stomp the Yard
- You Got Served - Danstävling mellan spartanerna och perserna.
- Spider-Man 3 - Queen Margo blir svarte Spider-man, och Traitoro blir sandmannen.
- Ghost Rider - Medlem i perserna. Persernas "hemliga vapen"
- Rocky: Rocky Balboa - är ersättare till Über Immortal, dödar Sonio innan han blir dödad av kaptenen.
- Transformers - Xerxes hittar Transformerskuben och blir "Xerestron".
- Rambo - gör gästinhopp i sluttexterna.
- Borat - Persernas kung är Azamat Bagatov (Borats medhjälpare)

Dessa TV-serier och TV-program parodieras:
- American Idol
- Ugly Betty - Oraklet.
- America's Next Top Model - Tyra banks dömer spartanerna.
- Dancing with the Stars - Domare i danstävlingen mellan perserna och spartanerna.
- Deal or No Deal - Xerxes erbjuder Leonidas en semester om han ger upp.
- Yo Momma - Yo Momma-tävling mellan perserna och spartanerna.
- The Apprentice
- Dancing with the Stars - Dansa med Spartans.
- MADtv
- WWE
- America's Next Top Model

Dessa personer parodieras:
- Paris Hilton: Istället för Ephialtes.
- Angelina Jolie och Brad Pitt:
- Britney Spears: Leonidas sparkar ner henne i dödsgropen.
- Kevin Federline: Nersparkad i dödsgropen.
- Ellen DeGeneres: Nedknuffad i dödsgropen.
- George W. Bush: Tillslagen så att han ramlar ner i dödsgropen efter att ha sagt att "krig inte är lösningen".
- Tom Cruise: Nerslagen i dödsgropen efter att han predikat scientologi.
- Dane Cook: Nersparkad i dödsgropen för hans dåliga komedirutin.
- Sanjaya Malakar: Nerslagen så att han ramlar i dödsgropen för sitt sjungande. Hans sista ord var "Jag är inte homosexuell".
- Ryan Seacrest: Hoppade frivilligt ner i dödsgropen.
- Simon Cowell: Nerslagen så att han ramlar i dödsgropen efter att ha kritiserat.
- Paula Abdul: Samma som Simon Cowell.
- Randy Jackson: Samma som de övre två.
- Lindsay Lohan: - slagen av den riktiga sparta-armén så att hon ramlar i luften.

Dessa låtar:
- I Will Survive - Gloria Gaynor
- D.A.N.C.E. - Justice

Dessa företag parodieras:
- Subway
- For Dummies
- Gatorade
- Budwiser
- Dentyne Ice
- Red Bull - En slav gör en drink som inkluderar Red Bull i Xerxes gömställe.
- Trump Industries

Övriga saker som parodieras:
- Youtube: Chris Crocker - Leave Britney Alone klippet av Xerestron för att bevisa hans "makt".
- GTA: San Andreas: Leonidas som slår ner Xeres' soldater ser ut som spelet.
- Mike Tyson's Punch Out!: Kaptenen - Rocky Balboa-fighten ser ut som det spelet.

## Om filmen
Filmen är regisserad av Jason Friedberg och Aaron Seltzer, och gick från början under namnet "Epic Movie 2".
Filmen hade biopremiär i Sverige den 30 mars 2008.

## Skådespelare
- Sean Maguire - Kung Leonidas
- Carmen Electra - Drottning Margo
- Ken Davitian - Kung Xerxes
- Kevin Sorbo - Kapten
- Jareb Dauplaise- Dilio
- Travis Van Winkle - Sonio
- Diedrich Bader - Förrädaros
- Hunter Clary - Leo Jr.
- Phil Morris - Budbärare
- Method Man - Persernas sändebud
- Nicole Parker - Paris Hilton, Britney Spears, Ellen DeGeneres, Paula Abdul
- Ryan Fraley - Brad Pitt
- Zachary Dylan Smith - Unge Leonidas
- Tiffany Claus - Angelina Jolie
- Nick Steele - Kevin Federline
- Ike Barinholtz - Le Chiffre, Profet, Dane Cook
- Tony Yalda - Sanjaya Malakar
- Christopher Lett - Randy Jackson
- Jim Piddock - Lojalist, Simon Cowell
- Nate Haden - Ryan Seacrest
- Crista Flanagan - Oraklet Ugly Betty, Spartank dam
- Thomas McKenna - Tom Cruise
- Jesse Lewis IV - Ms. Jay Alexander
- Jenny Costa - Tyra Banks
- Belinda Waymouth - Twiggy
- Dean Cochran - Rocky Balboa, Rambo
- Emily Wilson - Lindsay Lohan
- John Di Domenico - Donald Trump
- Jim Nieb - George W. Bush